# Exist
Exist è il settimo album in studio in lingua coreana (ottavo complessivo) del gruppo musicale sudcoreano-cinese Exo, pubblicato il 10 luglio 2023.

## Tracce
1. Cream Soda – 3:05
2. Regret It – 2:55
3. Hear Me Out – 3:24
4. Private Party – 3:09
5. Cinderella – 2:34
6. No Makeup – 3:24
7. Love Fool – 3:22
8. Another Day – 3:11
9. Let Me In – 3:17

## Classifiche

### Classifiche settimanali
| Classifica (2023) | Posizione massima |
| ----------------- | ----------------- |
| Corea del Sud     | 1                 |
| Giappone          | 5                 |

### Classifiche di fine anno
| Classifica (2021) | Posizione |
| ----------------- | --------- |
| Corea del Sud     | 18        |